# Сила и материя
Сила и материя (нем. Kraft und Stoff) — труд (1855) немецкого врача, материалиста Л. Бюхнера. Состоит из двух частей — собственно работы «Сила и материя» и «Постскриптума». В форме кратких эссе, приводя цитаты и развивая тезисы, Л. Бюхнер рассуждает о таких свойствах и понятиях, как неуничтожимость материи, неизменность и общность законов природы, человек с его душой и мозгом, идея Бога, личные переживания, жизненная сила, животная душа, свободная воля. Л. Бюхнер в своём тексте ссылается на многих авторов, как известных сегодня (Фейербах, Джордано Бруно, Кант, Лафатер, Галилей), так и малоизвестных ныне (Себастьян Франк, Бернардино Телезио, Cotta, Burmeister, Либих).

## Упоминания в культуре
Упоминается в романе Ивана Сергеевича Тургенева  «Отцы и дети». Главный герой Евгений Базаров советует Кирсановым отказаться от беллетристики и заменить её научной литературой, а именно этой книгой.